# Bubq
Bubq là một xã trong quận Krujë thuộc hạt Durrës, Albania. Dân số năm 2005 là 6174 người.